# Structure régionale antiterroriste
La Structure régionale antiterroriste (SRAT), ou Regional Anti-Terrorist Structure of Shanghai Cooperation Organization (RATS SCO), est une structure interne à l'Organisation de Coopération de Shanghai. C'est une mutualisation des consulats, services de douane et d'immigration, et surtout des agences de renseignement des 9 États composant l'OCS ; c'est-à-dire l'Inde, la Chine, le Kazakhstan, le Kirghizistan, la Russie, le Tadjikistan, l'Ouzbékistan, l'Iran et le Pakistan.

## Genèse
L'OCS est instituée en 2001, mais la SRAT est créée 3 ans plus tard en 2004 avec Vuacheslav T. Kasymov (république d'Ouzbékistan) à sa tête.
Le but officiel de la SRAT est de discuter des menaces terroristes auxquelles la région est confrontée et des moyens de renforcer la coopération antiterroriste entre les États membres de l'OCS. Les autres objectifs des réunions peuvent comprendre le renforcement de la confiance entre les États membres et la promotion de la coopération dans les domaines politique, commercial, économique, de la recherche, de la technologie et de la culture, ainsi que dans l'éducation, l'énergie, les transports, le tourisme et la protection de l'environnement.

## Attributions
Le rôle initial de cette structure es de combattre les «trois fléaux» du terrorisme, de l’extrémisme et du séparatisme.
À ce titre, la SRAT tient à jour une liste consolidée d’organisations et d’individus dits «extrémistes» à l’échelon régional (au niveau des territoires des États membres).
On sait que la SRAT a pu interagir avec les autorités d'autres États (comme expliqué en infra).

## Direction du Comité exécutif

### Directeur en poste
Jumakhon Giyosov a été nommé directeur du Comité exécutif de la Structure antiterroriste régionale de l'Organisation de coopération de Shanghai par décision du Conseil des chefs d'État de l'Organisation de coopération de Shanghai (OCS) du 1er janvier 2019.
Il est né le 28 octobre 1966 dans la province de Khatlon de la république du Tadjikistan.
Il a une éducation supérieure; diplômé de la faculté de langue et littérature russes de l'université pédagogique d'État de la ville de Kulyab en 1993.
À partir de 1993, a travaillé comme enseignant à l'école secondaire n ° 17 de la province de Khatlon de la république du Tadjikistan.
M. Giyosov a commencé à travailler pour la sécurité nationale de la république du Tadjikistan à partir de 1995.
À partir de 2010, il a travaillé comme premier vice-président du Comité pour la religion, la réglementation des traditions, des célébrations et des rituels sous le gouvernement de la république du Tadjikistan.
Depuis 2010, M. Giyosov a travaillé en tant que directeur adjoint du comité exécutif de la SRAT.
Grade militaire: général - major.
Le Premier vice-ministre des affaires intérieures de la police de la fédération de Russie, le colonel général de la police, Aleksandr Gorovoy, a tenu une réunion avec Jumakhon Giyosov en 2019, après l'intronisation de ce dernier .
Ils ont discuté des mesures mises en œuvre par les forces de l'ordre pour contrer les menaces d'extrémisme et consolider les accords interethniques et interconfessionnels.

### Précédents directeurs
- De 2016 à 2018, Yevgeniy Sergeyevich Sysoyev (fédération Russe) né en 1959.

Il est connu pour avoir signé au nom de la SRAT, un mémorandum d’entente et de coopération pour la prévention et la lutte contre le terrorisme en 2018 à Alger, avec Larry Gbevlo-Lartey Esq, le directeur du Centre africain d’études et de recherche sur le terrorisme (Caert) .
- De 2013 à 2015, Zhang Xinfeng (république populaire de Chine) né en 1952.

Zhang s'est engagé dans la politique en 1980. En 1990, il a été promu directeur adjoint du département de la sécurité publique du Heilongjiang, poste qu'il a occupé jusqu'en 2003. En avril 2003, Zhang a été promu assistant du ministre de la sécurité publique. En mars 2005, Zhang a été élevé au rang de vice-ministre de la Sécurité publique. En avril 2011, il est également devenu directeur adjoint du Bureau national d'information sur Internet.
- De 2010 à 2012, Djenisbek M. Djumanbekov (république du Kazakhstan) né en 1945

Ce professionnel du contre-espionnage a obtenu son diplôme de l'Académie militaire du KGB soviétique en 1972. Il a successivement servi comme agent et a ensuite joué un rôle de leadership. À partir de 1986, il a pris le poste de directeur adjoint du Comité de sécurité de l'État du Kazakhstan à Aktobe et Zhambyl.
À partir de 1992, il a été promu directeur du Comité puis en 1997, il était ministre du renseignement du Kazakhstan. 
- De 2007 à 2009, Myrzakyn U. Subanov (république du Kirghizistan) né en 1944

Entre 1987 et 1989, il a été officier d'état-major de l'armée déployée en Afghanistan puis commandant de l'armée déployée en Afghanistan jusqu'en 1991, date à laquelle il devient premier commandant adjoint du quartier général du commandement de la région militaire du Turkistan.
Après l'éclatement de l'URSS, il deviendra ministre de la Défense du Kirghizistan de 1993 à 1999.
- De 2004 à 2006, Vuacheslav T. Kasymov (république d'Ouzbékistan) né en 1947.

Après une carrière militaire de trente ans en union soviétique puis en Ouzbékistan, cet homme sera le premier leader historique de la SRAT.
Aucune femme n'a jamais occupé un poste de direction dans cette structure.

## Mission pacifique - 2012
Le commandement antiterroriste et les manœuvres de formation du personnel en trois étapes «Mission pacifique - 2012» ont été conduits du 8 au 14 juin 2012 pour les forces militaires des États membres de l'Organisation de coopération de Shanghai. La phase opérationnelle des manœuvres d'entraînement antiterroriste s'est déroulée le 14 juin sur le terrain de tir de Chorukh-Dayron dans la province de Sogdiyskaya en république du Tadjikistan.
Les manœuvres d'entraînement antiterroriste «Mission pacifique - 2012» ont impliqué plus de 2 mille divisions militaires des forces terrestres et plus de 500 unités d'équipement et d'avions militaires du Kazakhstan, de Chine, de la République kirghize, de Russie et du Tadjikistan.
Les divisions de la coalition ont atteint avec succès les objectifs fixés. L’objectif global des manœuvres d’entraînement a été atteint, c’est-à-dire que l’algorithme des opérations des organes de l’administration militaire des États membres de l’OCS a été amélioré sur la base de la mission antiterroriste de synergie dans les montagnes.
Les activités de formation ont été observées par le président du Tadjikistan, les ministres de la Défense et les délégations représentant les ministères de la Défense nationale du Kazakhstan, de la Chine, du Kirghizistan, de la Russie et du Tadjikistan, le représentant du Secrétaire et du Comité d'exécution de la SRAT.

## Critiques
Ben Emmerson, Rapporteur Spécial des Nations unies sur le Contre-terrorisme et les Droits Humains a exprimé «de sérieuses inquiétudes» quant au fichage et au partage de données au sein de l’OCS, notant qu’il n’était «soumis à aucun contrôle véritable et qu’aucune garantie en termes de droits de l'homme ne s’appliquait aux échanges de données et d’informations».
Il semble par ailleurs difficile d’évaluer l’efficacité et le degré de coopération que cette structure implique.

### Publications
- Thomas Wallace, “China and the Regional Counter-Terrorism Structure : An Organizational Analysis”, Asian Security, Vol. 10, No. 3, 2014, pp. 199-220.